# Higrometr chlorolitowy
Higrometr chlorolitowy – higrometr, który działa na zasadzie pomiaru temperatury nasyconego roztworu chlorku litu. 
Higrometr chlorolitowy składa się z czujnika, którym jest termometr rezystancyjny owinięty koszulką z tkaniny szklanej. Na koszulce nawinięte są dwie elektrody podłączone do niskonapięciowego źródła prądu zmiennego. Między elektrodami przez roztwór chlorku litu przepływa prąd elektryczny powodując odparowanie wody z roztworu do otaczającego go powietrza. Wzrost stężenia soli oraz wydzielanie się kryształów zwiększa oporność roztworu, co zmniejsza moc wydzielającą się w czujniku. W temperaturze zależnej od wilgotności powietrza ustala się równowaga termiczna. Na podstawie temperatury czujnika i temperatury powietrza określa się wilgotność względną powietrza.
Temperatura powietrza poddanego pomiarowi może zawierać się w przedziale od -30 °C do 100 °C, prędkość powietrza nie powinna przekraczać 0,5 m/s.